# Russo (Uruguay)
Russo también conocido como Pueblo Russo es una localidad uruguaya del departamento de Salto, municipio de Colonia Lavalleja.

## Geografía
La localidad se encuentra situada en la zona noreste del departamento de Salto, sobre la cuchilla de los Arapeyes, junto al camino que recorre esta cuchilla. Se accede a ella desde el km 113 de la ruta 4, de la cual dista 42 km.

## Población
Según el censo de 2011 la localidad contaba con una población de 30 habitantes.
| 27            | 30 |
| (Fuente: INE) |    |